# Kleinromstedt
Kleinromstedt ist ein Ortsteil der Stadt und Landgemeinde Bad Sulza im Landkreis Weimarer Land in Thüringen.

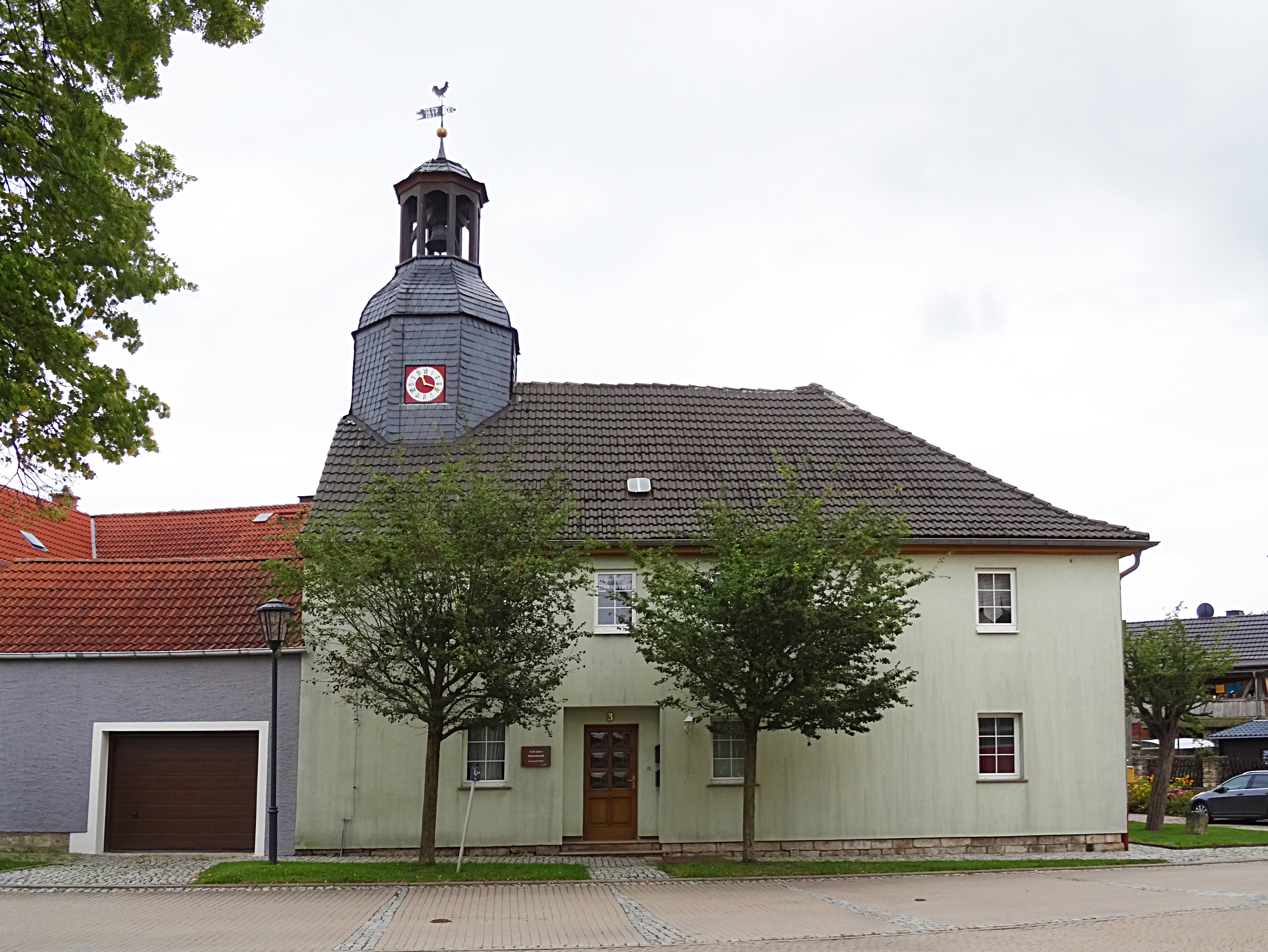
Gemeindehaus

## Lage
Durch Kleinromstedt führt die Landesstraße 1060 von Jena nach Apolda. Das Dorf liegt 5 Kilometer südlich von Apolda in einem Ackerbaugebiet mit überlössten Muschelkalkverwitterungsböden.
Die Buslinie 292 und 280 der PVG Weimarer Land verbindet den Ort mit Jena bzw. Apolda.

## Geschichte
Bei Kleinromstedt befand sich ein sehr großer Grabhügel. In diesem fand man neolithische und bronzezeitliche sowie zahlreiche slawische Nachbestattungen.
In einer Urkunde des Klosters Fulda, welche etwa auf das Jahr 860 oder 876 datiert wird, findet der Ort Romstat erstmals Erwähnung. Da hierbei nicht klar wird, ob Groß- oder Kleinromstedt gemeint ist, nehmen beide Orte die Urkunde als ihre Ersterwähnung an. Der Ort war und ist landwirtschaftlich geprägt. Er gehörte zu dem im 14. Jahrhundert gegründeten ernestinischen Amt Dornburg, welches aufgrund mehrerer Teilungen zu verschiedenen Ernestinischen Herzogtümern gehörte. Ab 1815 war Kleinromstedt Teil des Großherzogtums Sachsen-Weimar-Eisenach, welches den Ort im Jahr 1850 dem Verwaltungsbezirk Weimar II (Verwaltungsbezirk Apolda) angliederte.
506 Einwohner lebten 2009 im Ortsteil. Die Bauern mussten ab 1952 auch den Weg der Kollektivierung der Landwirtschaft gehen und fanden nach der Wende 1990 neue Formen der Arbeit auf dem Lande. Im Dorf hat sich ein Gartenbaubetrieb eingerichtet. Die anderen Bauern arbeiten gemeinsam mit den anderen Dörfern auf ihrem Land. Der Ortskern wurde 1996–1999 saniert. Gleichzeitig wurde ein Wohngebiet erschlossen und bebaut.

## Kirche
- Dorfkirche Kleinromstedt